# 讷夫格朗日
讷夫格朗日（法語：Neufgrange，法語發音：[nœfɡʁɑ̃ʒ]；洛林法兰克语：Schire）是法国摩泽尔省的一个市镇，位于该省东部，属于萨尔格米讷区。

## 地理
讷夫格朗日（49°4'37"N, 7°4'4"E）面积7.17 平方千米，位于法国大東部大區摩泽尔省，该省份为法国东北部内陆省份，是洛林的一部分，西南接默尔特-摩泽尔省，东临下莱茵省，北与卢森堡和德国接壤。
与讷夫格朗日接壤的市镇（或旧市镇、城区）包括：安巴赫、雷梅尔凡、萨尔格米讷、萨兰斯曼、锡尔蔡姆。
讷夫格朗日的时区为UTC+01:00、UTC+02:00（夏令时）。

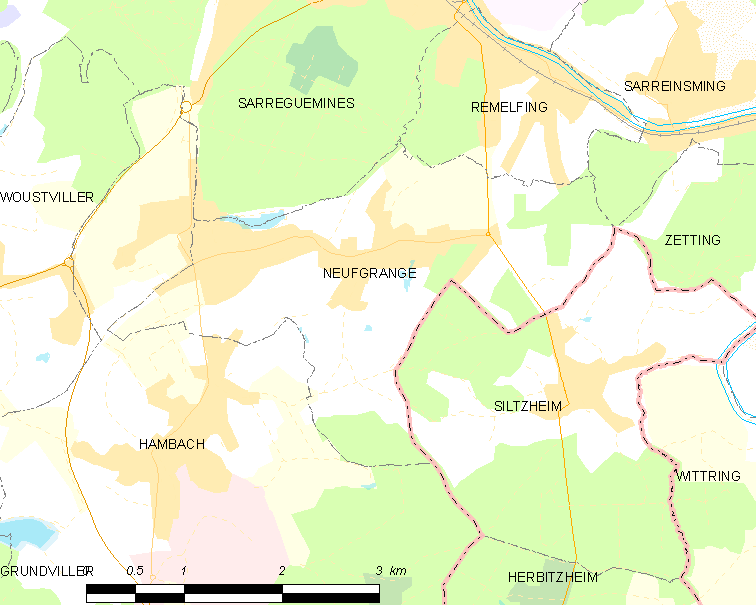
讷夫格朗日的OSM定位图

## 行政
讷夫格朗日的邮政编码为57910，INSEE市镇编码为57499。

## 政治
讷夫格朗日所属的省级选区为萨尔格米讷县。

## 交通
摩泽尔省省道D99线和D919线南北平行经过境内。

## 人口

1962-2008年间讷夫格朗日人口变化图示

讷夫格朗日于2022年1月1日时的人口数量为1349人。